# جوش باتل
جوش باتل (بالإنجليزية: Josh Battle)‏ هو لاعب كرة قدم أسترالية أسترالي، ولد في 1 سبتمبر 1998.

## وصلات خارجية
- جوش باتل على موقع AustralianFootball.com (الإنجليزية)
- جوش باتل على موقع AFLtables.com (الإنجليزية)